# Lech Ordon
Lech Ordon (ur. 24 listopada 1928 w Poznaniu, zm. 21 października 2017 w Załuskach) – polski aktor teatralny, filmowy i głosowy.

## Życiorys
W 1948 został absolwentem PWST w Warszawie z siedzibą w Łodzi. W 1946 zadebiutował, na scenie teatru Teatru Powszechnego TUR w Łodzi, rolą lokaja w sztuce Pan Jowialski, a w filmie w 1947 rolą chłopa w Jasnych łanach.
Od 1946 występował w Teatrze Wojska Polskiego i Teatrze Powszechnym TUR w Łodzi. Był aktorem teatrów w Warszawie: Narodowego im. Wojska Polskiego 1949–1952, Współczesnego 1952–1957, Narodowego 1957–1972, a następnie Ateneum im. Stefana Jaracza 1972–1983 i Polskiego 1983–1996.
W latach 1955–1997 występował w przedstawieniach Teatru Telewizji, a w latach 1951–2009 brał udział w słuchowiskach Teatru Polskiego Radia.
W 1974 został odznaczony Złotym Krzyżem Zasługi, w 1979 Krzyżem Kawalerskim Orderu Odrodzenia Polski, a w grudniu 2008, z okazji jubileuszu 90-lecia Związku Artystów Scen Polskich, został odznaczony Złotym Medalem „Zasłużony Kulturze Gloria Artis”.
Zmarł 21 października 2017 w domu opieki w Załuskach koło Warszawy. W ośrodku przebywał od kilku tygodni; 10 miesięcy wcześniej przeszedł zawał serca i udar mózgu. 30 października tego samego roku po mszy świętej w kościele św. Karola Boromeusza w Warszawie urna z prochami aktora została złożona w kolumbarium na cmentarzu Powązkowskim.

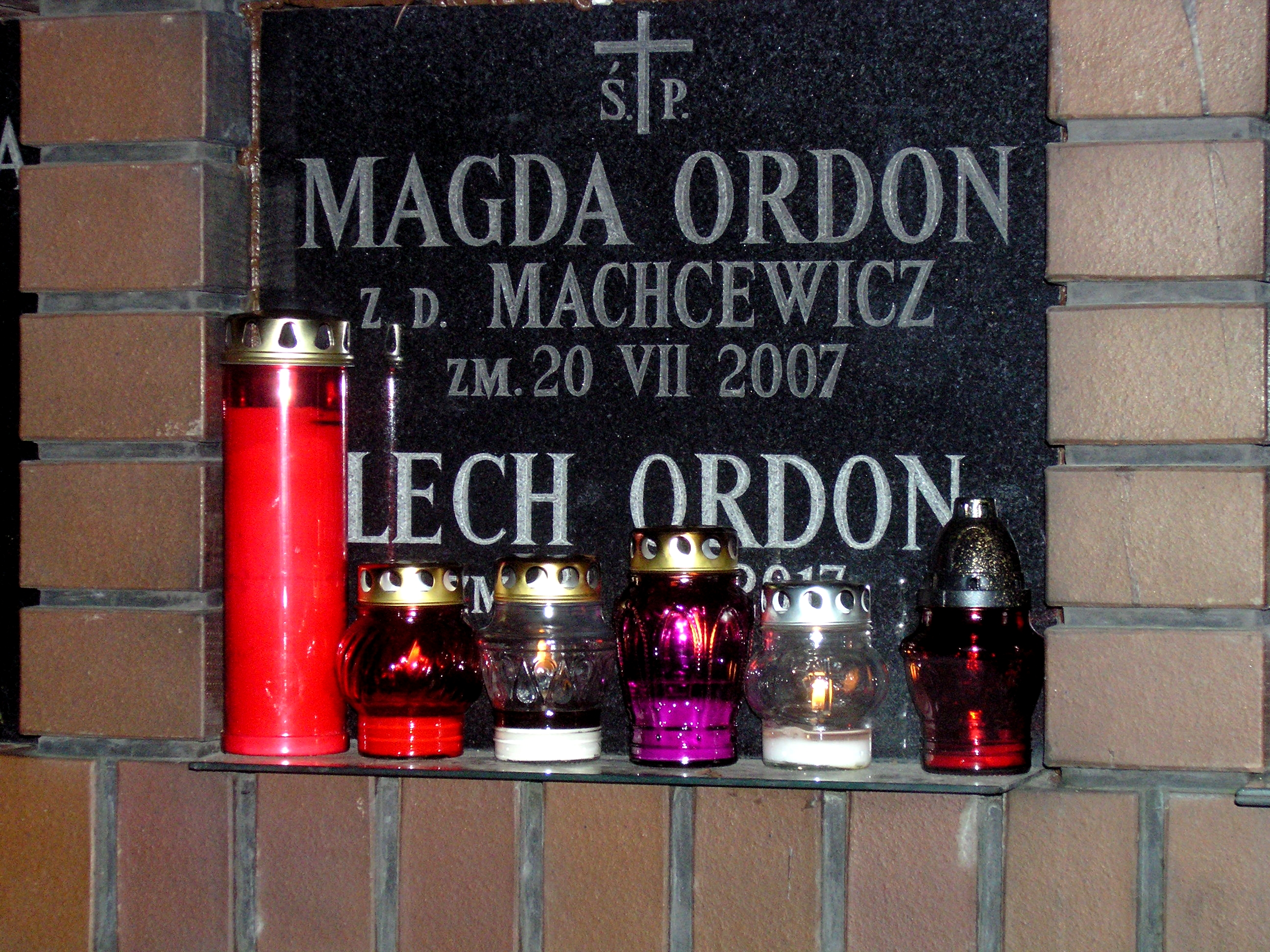
Grób L. Ordona na Powązkach

## Filmy
- 1947: Jasne łany – chłop
- 1950: Warszawska premiera – wydawca
- 1951: Młodość Chopina – śpiący student
- 1953: Trudna miłość – chłop
- 1953: Sprawa do załatwienia – Józef, kierownik świetlicy zakładowej
- 1954: Domek z kart – Kobza, posterunkowy w Rozstajach
- 1954: Autobus odjeżdża 6.20 – Śliwa, kierownik oddziału w hucie „Bolesław”
- 1956: Warszawska syrena – kupiec Golas
- 1956: Szkice węglem – geometra
- 1958: Ósmy dzień tygodnia – „Duduś”, narzeczony Eli
- 1960: Walet pikowy – posterunkowy na dworcu
- 1960: Mąż swojej żony – hydraulik remontujący mieszkanie Karczów
- 1963: Żona dla Australijczyka – portier w hotelu
- 1964: Echo – Kamiński, kolega Henryka z gimnazjum w sądzie w Warszawie
- 1965: Powrót doktora von Kniprode – Walek, żołnierz WP
- 1966: Piekło i niebo – diabeł w starym piekle
- 1966: Ktokolwiek wie... – dziennikarz w redakcji bohatera
- 1967: Westerplatte – kucharz
- 1967: Ślepy tor – pasażer zaraźliwie śmiejący się
- 1968: Wniebowstąpienie – żandarm na rowerze
- 1968: Weekend z dziewczyną – partyzant Tomasz Syrkuć
- 1969: Jak rozpętałem drugą wojnę światową – sierżant Hopkins[8]
- 1970: Romantyczni – Niemiec, wierzyciel Nawrockiego
- 1971: Niebieskie jak Morze Czarne – dyrektor gastronomii
- 1971: Nie lubię poniedziałku – ksiądz, opiekun zespołu ludowego
- 1971: Dekameron 40 czyli cudowne przytrafienie pewnego nieboszczyka sędzia
- 1972: Zniszczyć pirata – prezes aeroklubu
- 1972: Kwiat paproci – Czesław, właściciel warsztatu samochodowego
- 1973: Chłopi – organista
- 1974: Janosik – pleban
- 1974: Święty Mikołaj pilnie poszukiwany – komendant MO
- 1974: Gniazdo – Radost
- 1978: Hallo Szpicbródka, czyli ostatni występ króla kasiarzy – konduktor
- 1979: Skradziona kolekcja – lekarz
- 1981: Yokohama – fotograf
- 1981: Wielka majówka – komendant MO
- 1981: Miłość ci wszystko wybaczy – właściciel „Bagateli”
- 1983: Szaleństwa panny Ewy – profesor matematyki (odc. 1)
- 1983: Soból i panna – kapitan
- 1983: Akademia pana Kleksa – doktor Dolittle
- 1983: Lata dwudzieste... lata trzydzieste... – Zelski, dyrektor kabaretu[9]
- 1984: Miłość z listy przebojów – leśniczy
- 1984: Jeździec na siwym koniu – ojciec
- 1985: C.K. Dezerterzy – feldfebel w burdelu
- 1987: Misja specjalna – sufler – barman w restauracji
- 1987: Jedenaste przykazanie – Henryk Kielar
- 1990: Janka – ksiądz
- 1994: Zawrócony – ksiądz
- 1995: Awantura o Basię – dyrektor teatru
- 1995: Ciemno – pleban
- 2006: Szatan z siódmej klasy – ksiądz
- 2009: Ostatnia akcja – Karpiuk „Czujny”
- 2010: Śluby panieńskie – szlachcic
- 2011: Listy do M. – ojciec Szczepana

## Seriale TV
- 1965: Podziemny front – knajpiarz (odc. 5)
- 1966: Wojna domowa – woźny w Teatrze Wielkim (odc. 8)
- 1966: Niewiarygodne przygody Marka Piegusa – Albert Flasz, szef bandy [10]
- 1968: Stawka większa niż życie – Puschke (odc. 3)
- 1970: Kolumbowie – Kosiorek, rzeźnik (odc. 1)
- 1970: Doktor Ewa – proboszcz (odc. 2, 8 i 9)
- 1971: Samochodzik i templariusze – Lucjusz (odc. 1-3)
- 1972: Chłopi – organista
- 1973: Wielka miłość Balzaka – komornik (odc. 2)
- 1973: Janosik – pleban (odc. 13)
- 1974: Ile jest życia – Kosiorek (odc. 1 i 2)
- 1975: Czterdziestolatek – „generał” (odc. 8)
- 1976: Polskie drogi – Wimmer, lekarz niemiecki (odc. 3)
- 1977: Znak orła – wysłannik Krzyżaków (odc. 7-9)
- 1978: Rodzina Leśniewskich – aktor grający „Marszałka”[11]
- 1979: Kariera Nikodema Dyzmy – dyr. lokalu, gdzie chce pracować Dyzma (1)
- 1981: Najdłuższa wojna nowoczesnej Europy – Feliks Rakowski, dyr. banku (10)
- 1981: Jan Serce – ordynator sanatorium (odc. 10)
- 1981: 07 zgłoś się – proboszcz w Warce (odc. 10)
- 1982: Dom – adwokat Pola (odc. 11)
- 1983: Szaleństwa panny Ewy – profesor matematyki (odc. 1)
- 1985: Żuraw i czapla – nauczyciel w liceum Marcina
- 1985: Temida – radca Jarecki (odc. 3)
- 1987: Śmieciarz – oficer niemiecki (odc. 1)
- 1988: Crimen – Rosiński, ojciec Stacha i Kaźka (odc. 3 i 4)
- 1989: Janka – ksiądz
- 1993: Kuchnia polska – proboszcz (odc. 6)
- 1993: Czterdziestolatek. 20 lat później – biegły rewident St. Kropaczka (odc. 10)
- 1994: Panna z mokrą głową – nauczyciel chemii (odc. 6)
- 1996: Awantura o Basię – dyrektor teatru (odc. 3-5, 12)
- 1997: Boża podszewka – naczelnik sądu na balu (odc. 9)
- 1998: Siedlisko – kościelny Frankowski
- 2002: Plebania – Stefan Bednarek, dziadek Renaty i Marka[12]
- 2006: Szatan z siódmej klasy – ksiądz (odc. 6 i 7)
- 2007: Sąsiedzi – Szymon Zajączkowski (odc. 130)
- 2012: Piąty Stadion – Mietek (odc. 58)

## Dubbing
- 1951: Śmiech w raju
- 1957: Cudowna podróż
- 1960–1966: Flintstonowie – Barney
- 1964: Uczta wigilijna
- 1964–1967: Goryl Magilla – pan Peebles (niektóre odcinki)
- 1965: Taki jest Bułujew
- 1968: Cudowna lampa Aladyna
- 1969: Ząb za ząb
- 1969: Nie smuć się
- 1970: Księżniczka w oślej skórze
- 1971: Winnetou w Dolinie Śmierci
- 1971–1972: Pebbles i Bamm-Bamm – Barney, ojciec Bamm-Bamma
- 1972: Pinokio
- 1975: Pszczółka Maja  – doktor Henryk; Ludwik
- 1976: Ostatnia ofiara
- 1977: Wielka podróż Bolka i Lolka – notariusz
- 1979: Porwanie Savoi – Jean Challot
- 1979: Przygoda arabska – Khasim
- 1984–1989: O dwóch takich, co ukradli księżyc – burmistrz; zbój [13]
- 1985: Kubuś Puchatek – Kubuś Puchatek
- 1985: Gumisie – Czarnoksiężnik
- 1986: Chatka Puchatka – Kubuś Puchatek
- 1988–2005: Opowieści z Nowego Testamentu – gospodarz #2
- 1990–1993: Szczenięce lata Toma i Jerry’ego – głos w windzie; Pompl Bottom
- 1990–1994: Przygody Animków
- 1992: Film pod strasznym tytułem
- 1992: Gwiazdka u Jaskiniowców – Barney
- 1992: Jacek i Placek
- 1991: Benjamin Blümchen – sprzedawca
- 1995: Nowe przygody Madeline
- 1998: Papirus
- 2000: Odwrócona góra albo film pod strasznym tytułem – Purslas
- 2002: Śnieżne psy – George
- 2004: W 80 dni dookoła świata – Lord Rhodes
- 2005: Lassie – sędzia